# گرن (تورینگن)
شهر گرن در ایالت تورینگن در کشور آلمان واقع شده‌است.